# 普朗蒂
普朗蒂（法語：Planty，法語發音：[plɑ̃ti]）是法国奥布省的一个市镇，属于塞纳河畔诺让区。

## 地理
普朗蒂（48°16'17"N, 3°39'12"E）面积10.82 平方千米，位于法国大東部大區奥布省，该省份为法国中北部省份，北起马恩省，西接塞纳-马恩省，西南至约讷省，东南至科多尔省，东临上马恩省。
与普朗蒂接壤的市镇（或旧市镇、城区）包括：马西伊勒阿耶、派西科东、普伊叙瓦讷、瓦讷河畔圣伯努瓦、维莱讷、巴尼欧、艾克斯-维勒莫尔-帕利斯。

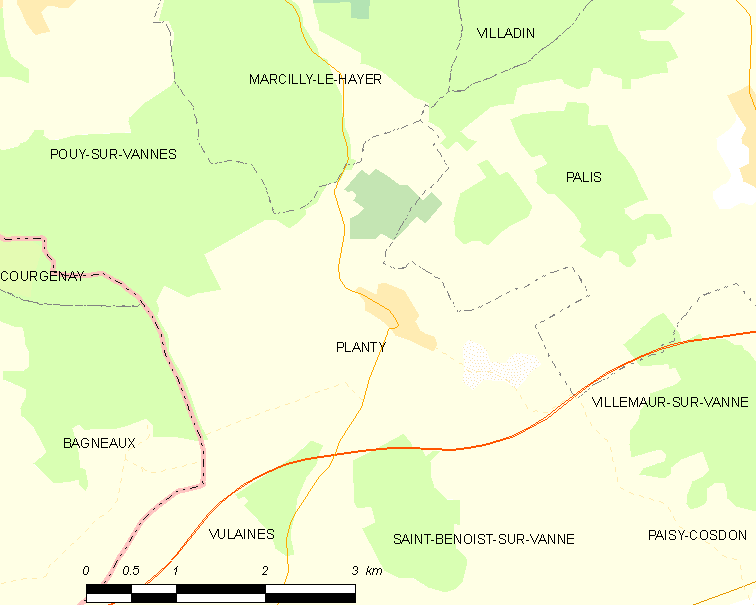
普朗蒂的OSM定位图

普朗蒂的时区为UTC+01:00、UTC+02:00（夏令时）。

## 行政
普朗蒂的邮政编码为10160，INSEE市镇编码为10290。

## 政治
普朗蒂所属的省级选区为艾克斯-维勒莫尔-帕利斯县。

## 人口

1962-2008年间普朗蒂人口变化图示

普朗蒂于2022年1月1日时的人口数量为231人。